# Зграда Службе друштвеног књиговодства у Приштини
Зграда Службе друштвеног књиговодства у Приштини или познатија по свом акрониму као зграда СДК је до јуна 1999. године била седиште покрајинских финансијских и админстративних служби које су функционисале у систему Републике Србије. Након завршетка рата на Косову и Метохији зграду користи Централна банка Косова. Зграда се налази на углу некадашњих улица Томислава Секулића(19. новембар) и Његошеве.

## Историјат
За зграду банке резервисано је место у зони новонасталог модерног центра града, који се налази југозападно од историјског центра Приштине, где се првобитно налазила турска чаршија.
Објекат је изграђен као потреба за регионалним седиштем важног финансијског и административног органа који је функционисао под именом Служба друштвеног књиговодства за време постојања СФРЈ, a чија је сврха била везана за вођење књига о друштвеној својини и економским активостима предузећа и организација у социјалистичком систему. Након распада СФРЈ и промене социјалистичког система у Републици Србији, дошло је и до промене у економском систему државе. Извршена је транзиција ка тржишној еконимији и стоврене су нове институције државне управе и органи који су наследили делатност Службе друштвеног књиговодства. СДК је престао да постоји 1991. године, али име по којем је зграда у Приштини постала позната је остало. Зграда је сведочанство како економског, тако и сваког другог развоја који је Приштина у време изградње зграде доживела.
Део делатности СДК је 1991. године наследила Служба за платни промет и финансијски надзор, а 1995. године је основан и Завод за обрачун и плаћања. Након рат на Косовоу и Метохији, УНМИК је основао Управу за банкарство и платни промет Косова.

## Архитектура
Зграда је ауторско дело сарајевског архитекте Халида Мухасиловића који је радио у оквиру Завода за студије и пројектовање „Дом“ из Сарајева, бироа који је у другој половини седамдесетих година постао доста присутан на архитектонској сцени Приштине. Два значајна архитектонска дела реализована у Приштини чији пројекти носе печат овог пројектног бироа су: Друштвено-спортски центар Боро и Рамиз (1976–1982), ауторски тим: Живорад Јанковић, Халид Мухасиловић, Сретко Ешпек, као и зграда Нове поште „Дарданија“ (1977–1983), ауторски тим: Халид Мухасиловић, Сретко Ешпек, Изет Мулаосмановић. Такође, спортско-културно-пословни центар „Скендерија“ у Сарајеву, је дело архитекте Халида Мухасиловића.
Позиционирање између три значајне зграде: хотела „Гранд“, Дома штампе и Друштвено-спортског центра Боро и Рамиз и пројектовање зграде СДК представљало је прави изазов за сарајевски тим. Имајући у виду не само архитектонски квалитет већ и физичке димензије три поменуте зграде, са објектом спратности П+3 и скромном етажном површином, није представљало уопште лак задатак. Две прве етаже које се повлаче периметрално ка унутрашњости у односу на остала два горња спрата због бољег урбаног позиционирања на фасади су третирани непрекидном стакленом фасадом што делује као једна целина. Два горња спрата, на западној и источној фасади, излазе висећи изнад стаклених зидова дајући целокупној композицији изузетну експресивност. На јужној и северној фасади позициониране су две вертикалне комуникације и два санитарна чвора, који су третирани грубим материјалом у односу на остале стаклене површине тако да се јављају као четири огромна стуба која носе читав масивни хоризонтални волумен, представљајући јасне елементе конструктивизма у архитектури.